# North South Line
| North South Line | North South Line       |
| ---------------- | ---------------------- |
| North South Line |                        |
| Streckenlänge:   | 44 km                  |
| Spurweite:       | 1435 mm (Normalspur)   |
|                  |                        |
| Linienfarbe:     | Rot                    |
| Eröffnungsjahr:  | 1987                   |
| Linientyp:       | Unterpflasterbahn      |
| Stationen:       | 26                     |
| Depots:          | 2 (Ulu Pandan, Bishan) |

Die North South Line (chin. 南北線) war die erste Linie des Metro-Netzes von Singapur. Die Linie hat derzeit 26 Stationen, ist 44 km lang und wird von der SMRT Corporation betrieben. Die Linienfarbe ist rot.
Die Linie verbindet die nördlichen und südlichen Teile der Insel mit dem Zentrum. Das Depot befindet sich an der Station Bishan. Zur aktuellen Wagenflotte gehören Kawasaki Heavy Industries C151, Siemens C651, Kawasaki Heavy Industries & Nippon Sharyo C751B, Kawasaki Heavy Industries C151A, Kawasaki Heavy Industries C151B und Kawasaki Heavy Industries C151C.

## Geschichte
Die North South Line war die erste MRT-Linie in Singapur. Ihr erster Streckenabschnitt wurde am 7. November 1987 eröffnet. Neun weitere Stationen von Novena bis Outram Park via Raffles Place wurden am 12. Dezember 1987 eröffnet.
Die Linie wurde am 20. Dezember 1988 nach Norden bis nach Yishun verlängert. Der selbständige Betrieb als Nord-Süd-Linie begann am 4. November 1989, als die Strecke nach Marina Bay verlängert wurde.
In den 1990er Jahren wurde die Linie nach Norden und Westen erweitert und über Woodlands und die Woodlands Line mit der Branch Line verbunden.
Bevor reguläre Züge in Richtung Süden am Marina South Pier enden sollten, enden die meisten Züge in Marina Bay, obwohl es sich nicht um eine offizielle Endstation von 23. November 2014 bis 8. August 2017 handelt.

### Station Canberra

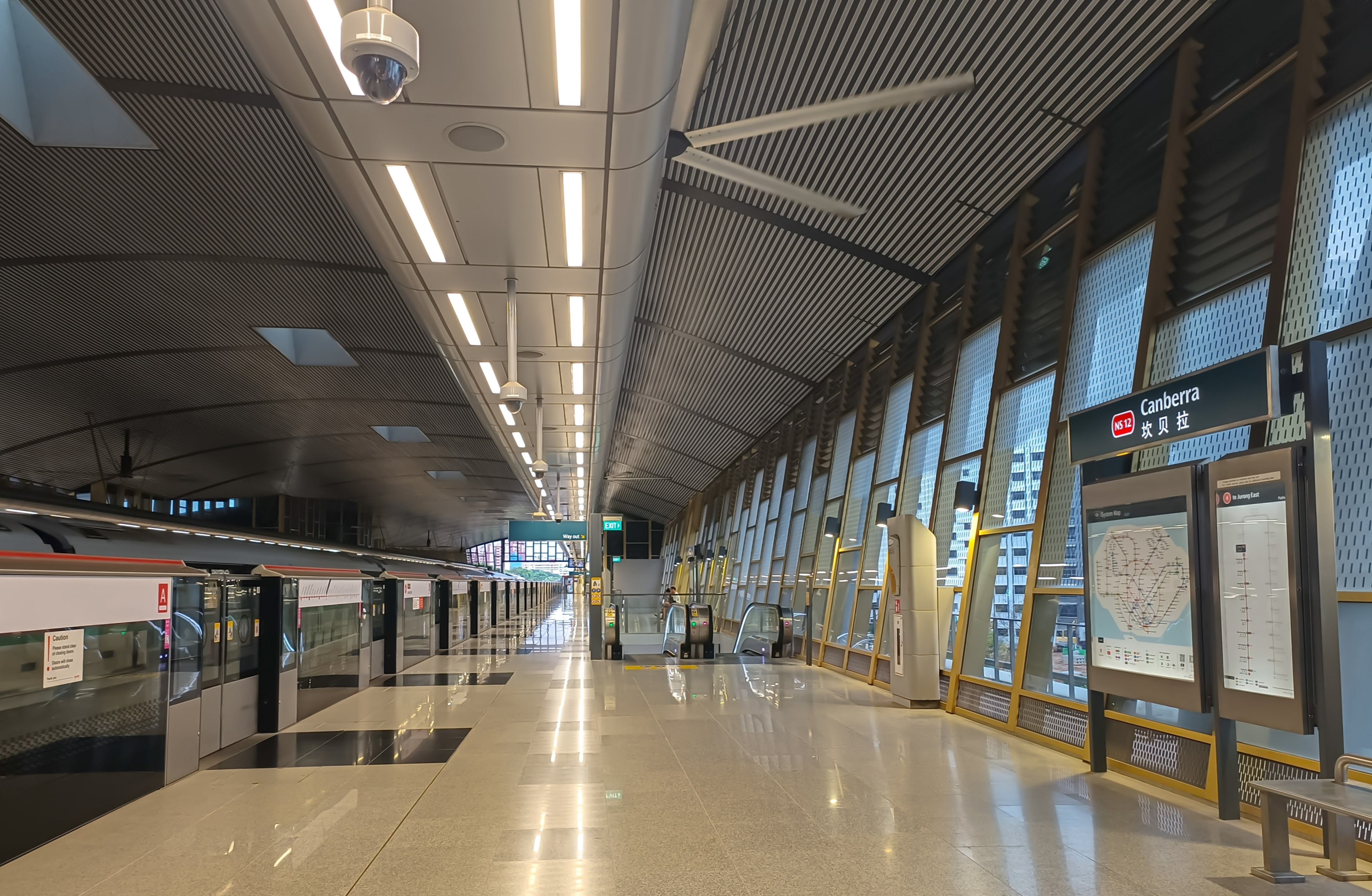
Station Canberra

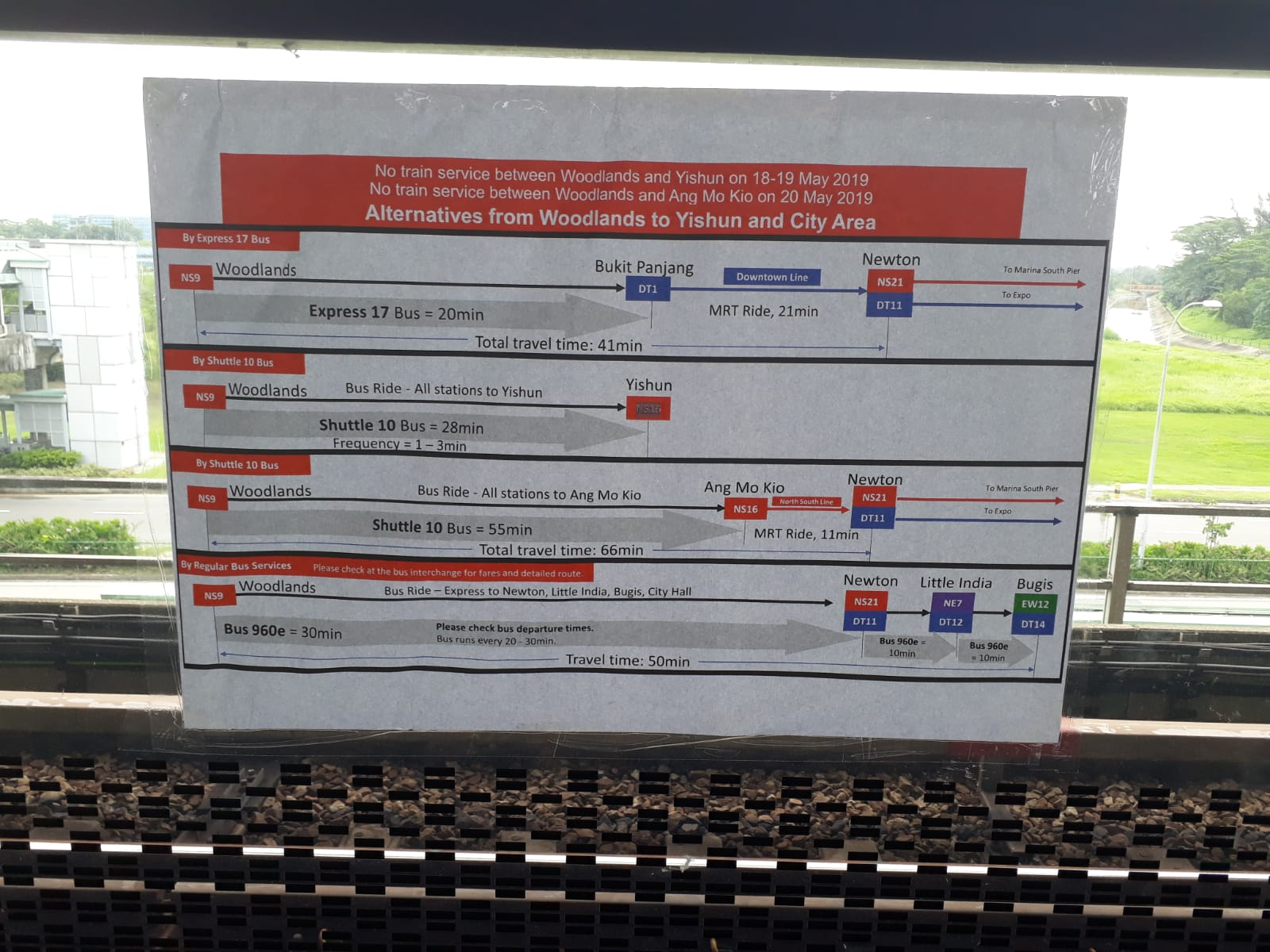
Ein Hinweis, der die Schließung bestimmter Stationen für die Platzierung der Überkreuzungsspur zeigt.

Die North South Line hatte zwei fehlende Stationscodes, N13 und N19, die am 31. Juli 2001 mit dem neuen Beschilderungssystem in NS6 und NS12 umbenannt wurden. Am 17. Januar 2013 gab die Land Transport Authority die Machbarkeitsstudie für die MRT-Station Canberra bekannt. Sowohl der Land Transport Masterplan als auch der Entwurf des Masterplans der Stadtentwicklungsbehörde erwähnten dies, obwohl er 2014 zum offiziellen Masterplan wurde.
Die Machbarkeitsstudie wurde abgeschlossen und die Station am 1. August 2014 angekündigt. Am 27. April 2015 erteilte LTA den Auftrag 158 der China State Construction Engineering Corporation (Niederlassung Singapur) für die Planung und den Bau der Canberra-Station in Höhe von 90 Mio. S $ Der Bau begann am 26. März 2016.
Diese Tragödie beleuchtete die Notwendigkeit der Sicherheit für alle Bahnbetriebe, an denen Arbeitnehmer beteiligt waren, die in der Nähe einer Betriebslinie arbeiten. Infolge des Unfalls haben LTA und SMRT verschiedene Maßnahmen zur Verbesserung der Sicherheit ergriffen, z. B. die Beschränkung größerer Arbeiten auf nicht betriebsbereite Stunden, den Schutz der Gleise mit einer temporären Umschließung während des Dachbaus und die Erstellung eines vollständigen Modells der Station Struktur und Dach, um die sicherste Bauweise zu bestimmen.
Vom 18. bis zum 20. Mai 2019 wurde der Abschnitt zwischen Woodlands und Yishun wegen des Baus eines langen Bahnübergangs am nördlichen Ende der Station Canberra geschlossen, um die beiden Gleise zu verbinden.
Während eines Besuchs auf der Baustelle am 20. Mai 2019 kündigte Verkehrsminister Khaw Boon Wan an, dass die Station am 2. November dieses Jahres eröffnet werde. Die Station wurde dann am Tag vor der Eröffnung von Khaw offiziell eröffnet.
Für die Bemühungen des Bauteams, die Landschaftsgestaltung und die Verwendung umweltfreundlicher Materialien zu integrieren, erhielt die Station eine Platin-Zertifizierung im Rahmen des neuen Green-Mark-Programms der Building and Construction Authority für Transitstationen. Die Station Canberra ist die erste MRT-Station, die eine solche Bewertung erhalten hat.
DP Architects und KTP Consultants (heute eine Tochtergesellschaft von Surbana Jurong) entwarfen die Station mit einem nautischen Thema, sodass die Station von außen betrachtet wie ein Schiff geformt ist. Dieser Entwurf wurde von Sembawangs historischer Rolle als britischer Marinestützpunkt inspiriert. Das Dach der Station ist Windblättern nachempfunden, um die Geschwindigkeit der öffentlichen Verkehrsmittel in Singapur zu vermitteln. Die Seiten der Station wurden aus Glas und nicht aus Beton gebaut, damit natürliches Licht in die Station eindringen kann. Luftschlitze wurden zur Belüftung verwendet.
Der Bahnhof hat fünf Eingänge. Eine erhöhte, geschützte Fußgängerbrücke über Canberra Link ermöglicht es den Passagieren, die Concourse-Ebene zu umgehen und direkt auf die Plattform am Marina South Pier (in die Stadt) zu gelangen. Der Bahnhof verfügt auch über überdachte Wege zu zwei Bushaltestellen, zwei Abgabe- und Abholpunkten für Fahrgäste und Parkplätzen für über 500 Fahrräder.

## Störungen der North South Line
Am 3. März 2003 stürzte ein Auto zwischen den Stationen Yio Chu Kang und Khatib auf die Strecke. Der Unfall störte den Zugverkehr für mehr als drei Stunden.
Am 15. und 17. Dezember 2011 wurde der Zugverkehr südlich von Ang Mo Kio wegen Schäden an der Stromschiene ausgesetzt. Die Störung wurde durch eine Beschädigung der dritten Schiene und der Sammlerschuhe der Züge verursacht. Sieben Züge wurden bei diesem Vorfall beschädigt.
Am 7. Juli 2015 wurden die North South Line und die East West Line aufgrund massiver Stromausfälle auf der Strecke stillgelegt, was den schlimmsten Zusammenbruch in der Geschichte darstellt.
Am 14. Oktober 2020 wurde der Zugverkehr von Jurong East nach Woodlands wegen eines defekten Stromkabels, von dem auch die East West- und Circle-Linien betroffen waren, für mehr als dreieinhalb Stunden eingestellt. Der Stromausfall begann um 19 Uhr und um 19.30 Uhr saßen Pendler in den Zügen fest. An allen betroffenen Bahnhöfen wurden kostenlose Busüberbrückungsdienste aktiviert, und die Busunternehmen erhöhten die Frequenz des Linienverkehrs in diesen Gebieten. Der Betrieb wurde an allen Stationen entlang der North South und East West Lines um 22.35 Uhr wieder aufgenommen.

## Überflutung des Bishan-Tunnels
Am 7. Oktober 2017 wurde der Zugverkehr von Ang Mo Kio nach Marina South Pier aufgrund von Überschwemmungen zwischen Braddell und Bishan unterbrochen. Dieser Vorfall verursachte eine Betriebsunterbrechung von 20 Stunden. Durch eine Störung im Wasserpumpen- und -entwässerungssystem des Tunnels wurde das Regenwasser schnell überflutet. Die Untersuchung führte zur Aufdeckung gefälschter Wartungsaufzeichnungen.

## Route

North South Line

Die North South Line bildet eine unvollständige Schleife von Jurong East nach Norden nach Woodlands und Sembawang und führt bis ins Stadtgebiet. Es ist 45 Kilometer lang und überwiegend zweigleisig, aber bestimmte kurze Abschnitte an den Bahnhöfen Woodlands, Yishun und Ang Mo Kio erweitern sich auf drei Gleise und vier Gleise im Gebiet Jurong East. Die Linie beginnt oberirdisch an der Station Jurong East von wo sie nach Norden auf einer Reihe von erhöhten Viadukten führt, mit Ausnahme eines kurzen Tunnels zwischen den Stationen Bukit Batok und Bukit Gombak und einem Oberflächenabschnitt der Strecke zwischen den Stationen Bukit Gombak und Choa Chu Kang. Die Linie kurvt vom Yew Tee zu den Stationen Kranji und setzt sich nach Osten fort, parallel zur Woodlands Avenue 3 (die die Linie zwischen den Stationen Kranji und Marsiling kurz unterschneidet) und den Hauptstraßen der Avenue 7.
Nach dem Bahnhof Sembawang folgt die Linie der Route des Canberra Link und der Yishun Avenue 2 und biegt nach Süden ab. Zwischen den Stationen Khatib und Yio Chu Kang parallel zur Lentor Avenue verläuft die Linie oberirdisch; dieser Abschnitt ist die längste Entfernung zwischen zwei beliebigen MRT-Stationen in Singapur. Die Linie führt weiter oberirdisch zu den Stationen Yio Chu Kang und Ang Mo Kio, dann geht es zurück zur Oberfläche zur Station Bishan, der einzigen ebenerdigen Station des MRT-Systems. Zwischen den Stationen Ang Mo Kio und Bishan besteht eine Nebenstrecke zum Bishan Depot. Nach Bishan führt die Linie unterirdisch durch den Zentralbereich. Die North South Line verläuft parallel zur East West Line an den Stationen City Hall und Raffles Place, die auch plattformübergreifende Umsteigemöglichkeiten zur East West Line sind. Die Linie endet am Marina South Pier.

## Stationen
| Kürzel | Station           | Übergang                                     |
| ------ | ----------------- | -------------------------------------------- |
| NS1    | Jurong East       | East West Line EW24                          |
| NS2    | Bukit Batok       |                                              |
| NS3    | Bukit Gombak      |                                              |
| NS4    | Choa Chu Kang     | Bukit Panjang LRT BP1                        |
| NS5    | Yew Tee           |                                              |
| NS7    | Kranji            |                                              |
| NS8    | Marsiling         |                                              |
| NS9    | Woodlands         | Thomson-East Coast Line TE2                  |
| NS10   | Admiralty         |                                              |
| NS11   | Sembawang         |                                              |
| NS12   | Canberra          |                                              |
| NS13   | Yishun            |                                              |
| NS14   | Khatib            |                                              |
| NS15   | Yio Chu Kang      |                                              |
| NS16   | Ang Mo Kio        |                                              |
| NS17   | Bishan            | Circle Line CC15                             |
| NS18   | Braddell          |                                              |
| NS19   | Toa Payoh         |                                              |
| NS20   | Novena            |                                              |
| NS21   | Newton            | Downtown Line DT11                           |
| NS22   | Orchard           | Thomson-East Coast Line TE14                 |
| NS23   | Somerset          |                                              |
| NS24   | Dhoby Ghaut       | North East Line NE6 Circle Line CC1          |
| NS25   | City Hall         | East West Line EW13                          |
| NS26   | Raffles Place     | East West Line EW14                          |
| NS27   | Marina Bay        | Circle Line CE2 Thomson-East Coast Line TE20 |
| NS28   | Marina South Pier |                                              |

## Eröffnungsdaten
- 7. November 1987: Yio Chu Kang – Toa Payoh
- 12. Dezember 1987: Toa Payoh – City Hall
- 20. Dezember 1988: Yio Chu Kang – Yishun
- 4. November 1989: City Hall – Marina Bay
- 10. März 1990: Jurong East – Choa Chu Kang
- 10. Februar 1996: Yishun – Choa Chu Kang
- 23. November 2014: Marina Bay – Marina South Pier
- 2. November 2019: Canberra (Station wird auf der Linie gebaut)

## Zukunft
Es ist geplant, zwei neue Stationen auf der bestehenden Strecke zu bauen. Brickland zwischen Bukit Gombak und Choa Chu Kang, während Sungei Kadut zwischen den Stationen Yew Tee und Kranji gebaut wird. Beide werden voraussichtlich Mitte der 2030er Jahre abgeschlossen sein.